# كنغ كامب جيليت
كنغ كامب جيليت (بالإنجليزية: King Camp Gillette)‏ ولد في5 يناير 1855 بفوند دو لاك وتوفي في 9 يوليو 1932 بلوس أنجلوس، هو مخترع ورجل أعمال أمريكي اخترع أكثر نموذج قابل للبيع لمكينات الحلاقة. رغم وجود العديد من النماذج قبل تصميمه جيليت، إخترعه كان عبارة عن شيفرة رقيق، وغير مكلفة، ومصنوعة من الصلب المختوم وكذلك يمكن التخلص منها

## السيرة الذاتية
1. ↑  Brockhaus Enzyklopädie | King Camp Gillette (بالألمانية), OL:19088695W, QID:Q237227
2. 1 2  GeneaStar | King C. Gillette، QID:Q98769076
3. 1 2  Proleksis enciklopedija | King Camp Gillette (بالكرواتية), QID:Q3407324
4. ↑  Dalibor Brozović; Tomislav Ladan (1999.), Hrvatska enciklopedija | King Camp Gillette (بالكرواتية), Leksikografski zavod Miroslav Krleža, OL:120005M, QID:Q1789619 {{استشهاد}}: تحقق من التاريخ في: |publication-date= (help)
5. ↑   https://www.invent.org/inductees/king-camp-gillette. {{استشهاد ويب}}: |url= بحاجة لعنوان (مساعدة) والوسيط |title= غير موجود أو فارغ (من ويكي بيانات) (مساعدة)
6. ↑  "معلومات عن كينج كامب جيليت على موقع isfdb.org". isfdb.org. مؤرشف من الأصل في 2015-09-10.
7. ↑  "معلومات عن كينج كامب جيليت على موقع viaf.org". viaf.org. مؤرشف من الأصل في 2019-02-14.
8. ↑  "معلومات عن كينج كامب جيليت على موقع doi.org". doi.org. مؤرشف من الأصل في 2020-05-14.

## وصلات خارجية
- كينج كامب جيليت على موقع الموسوعة البريطانية (الإنجليزية)
- كينج كامب جيليت على موقع إن إن دي بي (الإنجليزية)